# Netonnet
Netonnet AB är ett detaljhandelsföretag inom hemelektronikbranschen. Försäljning sker via internetbutik samt lagerbutiker i Sverige och Norge. Huvudkontoret och centrallagret ligger i Borås.

## Historia
Netonnet grundades den 10 mars 1999 av Roger Sandberg, Anders Halvarsson och Hans-Krister Andersson. Från början var Netonnet enbart en internetbutik, men har sedan 2001 öppnat en mängd lagershopar, dvs fysiska butiker.
Netonnet hade en tysk internetbutik och lagerbutiker i München och Nürnberg, men under 2007 lämnade Netonnet den tyska marknaden. Anders Halvarsson lämnade Netonnet i september år 2011.

### Ny ägare 2011
Den 14 januari 2011 rapporterade Dagens Handel att Waldir AB hade lagt ett bud värt 171 miljoner kronor på Netonnet AB eftersom man redan ägde 30,16 % av kapitalet och rösterna, som innebar budplikt. Waldir AB värderade bolaget till 245 miljoner kronor. Styrelsen för Netonnet AB svarade med att inte rekommendera aktieägarna att anta budet eftersom varken budpris eller aktuell börskurs avspeglade Netonnets långsiktiga värde. 23 februari 2011 meddelade Dagens Handel att en av Netonnets grundare, verkställande direktören Anders Halvarsson, accepterat Waldirs bud sedan en annan storägare hade valt att sälja sin post på 10 %, och samma dag meddelade styrelsen att de rekommenderade aktieägarna att anta budet. 16 mars 2011 ansökte styrelsen i Netonnet AB hos OMX om att bli avnoterat från Stockholmsbörsen, vilket också skedde. Sista dagen för handel av Netonnets aktier var den 1 april 2011. Den 24 mars 2011 blev det offentligt att Waldir AB har förvärvat 97 % av Netonnet AB och de resterande 3 % togs in via tvångsinlösen enligt budpliktslagen.
Netonnet AB är ett dotterbolag till Netonnet Group AB.

### Ny ägare 2022
Den 9 februari 2022 tillkännagavs att den norska koncernen Komplett tar över Netonnet.

## Sortiment
Netonnet säljer hemelektronik samt produkter inom personvård. En del säljs under det egna varumärket Andersson (apparaterna tillverkas av Vestel).